# Buglossoporus
Buglossoporus Kotl. & Pouzar (porojęzyk)– rodzaj grzybów z rodziny pniarkowatych (Fomitopsidaceae).

## Charakterystyka
Są to huby o jednorocznym bazydiokarpie, u niektórych gatunków beztrzonowym, u innych osadzonym na krótkim trzonie. Powierzchnia owocnika o barwie różowej, cynamonowej, pomarańczowej lub brązowej, filcowata lub gładka, niestrefowana. Hymenofor na dolnej powierzchni, rurkowaty. Pory białe, kremowe, lub o barwie od płowej do brązowej, małe, kanciaste lub okrągłe. Kontekst korkowaty, biały, kremowy, lub o barwie od pomarańczowej do brązowej. Rurki cienkie i kruche.
System strzępkowy dimityczny w kontekście, ale monomityczny w tramie. Strzępki generatywne mają sprzążki, strzępki szkieletowe są grubościenne. W hymenium brak cystyd, ale zazwyczaj obecne są cienkościenne cystydiole. Bazydiospory o kształcie od elipsoidalnego, przez cylindryczny, do wrzecionowatego. Są bezbarwne, cienkościenne i gładkie, nie wykazują reakcji z odczynnikiem Melzera.
Są saprotrofami lub pasożytami rozwijającymi się na drewnie roślin okrytonasiennych i powodującymi brunatną zgniliznę drewna.

## Systematyka i nazewnictwo
Pozycja w klasyfikacji: Fomitopsidaceae, Polyporales, Incertae sedis, Agaricomycetes, Agaricomycotina, Basidiomycota, Fungi.
Takson ten utworzyli František Kotlaba i Zdeněk Pouzar w 1966 r.
Gatunki występujące w Polsce:
- Buglossoporus quercinus (Schrad.) Kotl. & Pouzar 1966 – porojęzyk dębowy

Nazwy naukowe na podstawie Index Fungorum. Wykaz gatunków i nazwy polskie według W. Wojewody.